# Uroxys laevipennis
Uroxys laevipennis là một loài bọ cánh cứng trong họ Bọ hung (Scarabaeidae).